# Ноокат (футбольний клуб)
«Ноокат» (кирг. Ноокат) — киргизський футбольний клуб, який представляє Ноокат Ноокатського району в Ошської області.

## Історія
Футбольний клуб «Ноокат» було засновано в однойменному місті. В 1998 році клуб дебютував у зоні Б Вищої ліги чемпіонату Киргизстану та за його підсумками посів 7-ме місце в своїй групі. Цього ж року в національному кубку команда дійшла до 1/8 фіналу, в якому поступилася ФК «Динамо-Алай» з рахунком 2:6. В наступному сезоні «Ноокат» знову вийшов до 1/8 фіналу та мав зіграти з ФК «Динамо-Алай», але відмовився від виступів у турнірі. В 2004 році в національному кубку «Ноокат» дійшов до 1/16 фіналу турніру, де поступився «Жаштик-Ак-Алтину» з рахунком 1:8. В сезонах 2006 та 2007 років клуб двічі відмовлявся від участі в 1/32 фіналу національного кубку.

## Досягнення
- Чемпіонат Киргизстану (група Б)
  - 7-ме місце (1): 1998

- Кубок Киргизстану
  - 1/8 фіналу (2): 1998, 1999

## Відомі гравці
- Кубаничбек Абдразаков
- Акромжан Азімов
- Сагинали Ахмедов
- Бахадиржон Байназаров
- Абабакір Бегишов
- Омурбек Зуллуєв
- Мураталі Камалов
- Абдулахід Кахаров
- Віталій Лисенко
- Самат Міршанов
- Наїль Сагітов
- Егенберди Садиков
- Адзиразак Сапаров
- Сайнидін Умаралієв
- Імамберди Шерманов